# Tönning
Tönning è una città di 4 908 abitanti dello Schleswig-Holstein, in Germania.

Appartiene al circondario (Kreis) della Frisia Settentrionale (targa NF).